# درای کریک (اکلاهما)
درای کریک(به انگلیسی: Dry Creek) شهری در ایالت اکلاهما کشور ایالات متحده آمریکا است که جمعیت آن در سرشماری سال ۲۰۱۰ میلادی، ۲۲۷ نفر بوده‌است.